# Tubérosité ischiatique
La tubérosité ischiatique (ou tubérosité de l'ischion) est un gros renflement situé en arrière et en bas de l'os coxal en bas et en arrière de la branche de l'ischion au niveau de sa jonction avec le corps de l'ischion.

## Description
La tubérosité se divise en deux parties : une partie inférieure, rugueuse et triangulaire, et une partie supérieure, lisse et quadrilatère.
Elle marque la limite latérale du détroit inférieur du pelvis et le bord inférieur de la petite incisure ischiatique.
Sa face latérale donne insertion d'avant en arrière au muscle carré fémoral, au muscle semi-membraneux, au chef long du muscle biceps fémoral et au muscle semi-tendineux.
Dans sa partie inférieure, s'insèrent le muscle grand adducteur et le muscle obturateur externe, ainsi que le ligament sacro-tubéral.

## Aspect clinique
Une fracture par avulsion de la tubérosité ischiatique peut survenir lors de la pratique de certains sports.
L'ischium est la zone d'appui principale en position assise. Une position assise prolongée sur une surface dure peut entraîner une bursite ischiatique due à l'inflammation de la bourse synoviale située entre la tubérosité ischiatique et le muscle grand glutéal.
La distance entre les tubérosités ischiatiques d'un cycliste est l'un des facteurs dans le choix d'une selle de vélo.